# Alan Andersz
Alan Andersz (ur. 4 października 1988 w Warszawie) – polski aktor filmowy, teatralny i telewizyjny oraz tancerz.

## Życiorys
Ma starszego o trzy lata brata. Mając 8 lat, rozpoczął trenowanie tańca. Należał do formacji tanecznej, z którą zdobył wielokrotnie tytuł Mistrza Polski młodzieżowych formacji w stylu latynoamerykańskim. Kilkukrotnie reprezentował Polskę na Mistrzostwach Europy i Świata. Na ekranie zadebiutował w 1997 występami w grupie tanecznej w programie Mini Playback Show.
W 1999 wystąpił w serialu Ja, Malinowski. Z dużego ekranu znany jest m.in. z filmów Pręgi i Obława. W 2009 otrzymał Nagrodę Aktorską na Festiwalu w Brest za rolę „Tadka” w filmie Melodramat Filipa Marczewskiego. Popularność telewizyjną przyniosła mu rola Patryka Jankowskiego w serialu TVN 39 i pół (2008–2009, 2019).
W 2008 uczestniczył w ósmej edycji programu rozrywkowego TVN Taniec z gwiazdami, w parze z Blanką Winiarską zajął szóste miejsce. W latach 2012–2013 był jurorem trzech serii tanecznego konkursu Polsatu Got to Dance. Tylko taniec.
W nocy z 17 na 18 lutego 2012 uległ wypadkowi – spadając ze schodów doznał urazu głowy i w ciężkim stanie trafił do szpitala. Przeszedł kilka operacji, w tym trepanację czaszki, po czym został wprowadzony w stan śpiączki farmakologicznej, z której wybudził się po kilku dniach.
Od 2014 trenuje CrossFit, ukończył międzynarodowy kurs trenerski CrossFit Trainer Level 1. W 2016 powrócił do pracy zawodowej. W 2017 został finalistą drugiej edycji reality show TVN Agent – Gwiazdy. W 2023 grał główną rolę w serialu komediowym TV4 Krejzi Patrol.

## Filmografia
- 1997: Nowe oblicze (etiuda szkolna) – obsada aktorska
- 1999: Ja, Malinowski – bliźniak Bartosz (odc. 1-4, 9, 11, 13-16)
- 2000–2001: Miasteczko – Grzegorz Matysik
- 2001: Myszka Walewska – Julian Walewski, brat Myszki
- 2004: Defekt – Jacek Radecki
- 2004: Stacyjka – Julio Krupa (odc. 1, 5-6, 9, 11-13)
- 2004: Pręgi – 12-letni Bartosz
- 2004–2005: Oficer – Kajetan (odc. 3, 5, 7, 12)
- 2004: Na dobre i na złe – Klimek (odc. 180)
- 2005: Wiedźmy – Tomasz Struś, kolega Rafała (odc. 10,12)
- 2005: Plebania – chłopak z PGR-u (odc. 584)
- 2005: Melodramat (spektakl telewizyjny) – Tadeusz
- 2005: Dom niespokojnej starości (spektakl telewizyjny) – Adam
- 2005: Boża podszewka II – Jan Jurewicz (odc. 3, 6, 11)
- 2005: U fryzjera – chłopak (odc. 13)
- 2006: Pogoda na piątek – Chodnik
- 2006–2007: Na Wspólnej – złodziej Paweł (odc. 698, 700, 753, 779-780, 782, 785, 787-788, 795-796, 800-801)
- 2008–2009: 39 i pół – Patryk Jankowski
- 2009: I pół – Patryk Jankowski
- 2010: Noc życia (etiuda szkolna) – chłopak Patrycji
- 2010: Daleko od noszy – Irys, syn premiera (odc. 179)
- 2011: Układ warszawski – Wojciech "Młody" Maciejewski (odc. 1-9, 11-13)
- 2011: Ojciec Mateusz – Adrian, chłopak Bożeny (odc. 76)
- 2012: Obława – Rudzielec
- 2013: To nie koniec świata – piłkarz Damian (odc. 11-13)
- 2015: Na sygnale – Adrian Davide (odc. 59)
- 2016: Musztra (etiuda szkolna) – obsada aktorska
- 2017: Komisarz Alex – Aleksander (odc. 115)
- 2018: Barwy szczęścia – Grzegorz
- 2019: 39 i pół tygodnia – Patryk Jankowski
- 2020: Ojciec Mateusz – Robert Kolecki (odc. 300)
- 2022: Wygrać marzenia – kolega z drużyny Tony'ego
- 2022: Komisarz Mama – Hubert Dąbczak (odc. 31)
- 2023: Komisarz Alex - Feliks Brukalski (odc. 231)
- od 2023: Krejzi patrol – Dariusz
- od 2023: Lombard. Życie pod zastaw – Daniel
- od 2024: Pierwsza miłość - Alan Korzeniowski, brat Oskara

## Spektakle teatralne
- 2011: Hotel Nowy Świat jako Wit
- 2017: Hawaje, czyli przygody siostry Jane jako Peter
- 2017: Szalone nożyczki jako Edward Wurzel

## Nagrody
- 2009: Nagroda aktorska w  Breście za rolę Tadeusza za rolę Filipa Marczewskiego w filmie Melodramat[9].